# Назарова, Татьяна Николаевна
Татьяна Николаевна Назарова (1922—1990) — советский геофизик, лауреат Ленинской премии.
Родилась в г. Борисоглебске Воронежской губернии. Окончила физический факультет Московского государственного университета им. М. В. Ломоносова по специальности «физика» (1940—1947).
С 1948 по 1955 г. в Институте геофизики АН СССР: инженер, аспирант, младший научный сотрудник.  В 1954 г. защитила кандидатскую диссертацию.
С 1955 по 1962 г. работала в выделившемся из Института геофизики Институте прикладной геофизики АН СССР. В 1958 г. утверждена в учёном звании старшего научного сотрудника.
В 1960 г. за комплекс научных исследований в составе коллектива присуждена Ленинская премия (за специальные работы в области космических исследований (закрытая тема)).
В 1962 г. переведена в лабораторию геохимии планет ГЕОХИ АН СССР, руководила научной группой, изучавшей метеоритное вещество с помощью аппаратуры, установленной на ракеты и спутники ИСЛ «Луна-19», ИСЗ «Космос» 502, 541 и др. Полученные данные позволили определить величину пространственной плотности метеорной материи.
Автор около 40 научных работ. Автор главы о микрометеорах справочника «Модель Космоса-1964»:
- Модель околоземного космического пространства... [Текст] / М-во высш. и сред. спец. образования РСФСР. Моск. ордена Ленина и ордена Трудового Красного Знамени Гос. ун-т им. М. В. Ломоносова. Науч.-исслед. ин-т ядерной физики. - (1-е изд.). - Москва : Моск. ун-т, 1965-. - 1 т.; 23 см.  1964. - 1965. - 688 с. : ил.

Публикации:
- Барсуков В. Л., Назарова Т. Н. «К вопросу о пылевой оболочке Земли». Ж. Астрономический вестник, 1983, т. XVII, № 4, с.238-243.
- Сурков Ю. А., Барсуков В. Л., Назарова Т. Н. Распределение метеорного вещества в пространстве. Ж. Стандартизация военной техники, № 3, 1988.
- Nazarova T.N. Solid component of interplanetary matter from vehicle observations. Space Science Reviews. 1968.V. 8. No 3. P. 455—466.